# Michael Mealor
Michael Mealor (Atlanta, 29 febbraio 1992) è un attore e modello statunitense.
È famoso per il ruolo di Kyle Abbott nella soap opera Febbre d'amore.

## Biografia
Michael Mealor nasce ad Atlanta il 29 febbraio 1992 ed è alto 1,91 m. Si trasferisce a Los Angeles per intraprendere la carriera di attore.

### Carriera
Mealor, appare per la prima volta nel 2014 in un episodio della serie tv Chasing Life e nel film Indigenous. Nel 2015 appare nella serie tv Supergirl mentre nel 2016 nella serie tv Roadies. Ma la sua svolta nella carriera arriva nel 2018 quando entra nel cast principale della soap opera Febbre d'amore nel ruolo di Kyle Abbott.

## Filmografia

### Cinema
- Indigenous (2014)

### Televisione
- Chasing Life - serie TV, 1 episodio (2014)
- Supergirl - serie TV, 1 episodio (2015)
- Roadies - serie TV, 1 episodio (2016)
- Febbre d'amore - soap opera (2018-in corso)